# J-SH04
J-SH04（ジェイ エスエイチ ゼロ よん）は、シャープが開発し、2000年11月1日にJ-フォンから発売された第二世代携帯電話端末製品である。
同モデルは端末本体背面にカメラレンズが付いており、のちにカメラ付き携帯電話の定礎となった。

## 特徴
このカメラは、約11万画素CMOSで、右隣に自分撮り用のミラーが付いている。画像はJPEGで記録され、「ロングメール」でのパソコンへの送信や、端末と同時にJ-フォンから発表された「カラーモバイルプリンタ」でプリントアウトできる。
なお、盗撮防止の観点から、マナーモードでも撮影音が鳴る仕組みとなっている。
液晶は、J-SH03と同じ256(=28)色のカラー液晶であるが、若干大きくなっている。ただし、同日発表の折りたたみ端末であるJ-SH05には、より大型で約65536(=216)色のTFT液晶が使われており、表示画像の画質では劣る。
着信メロディは、自作も含めてFM音源16和音に対応している。カラオケコンテンツの再生にも対応している。

## 開発
J-フォンで新機種を手掛けていた高尾慶二は、女子高生が携帯電話とレンズ付きフィルムを持ち歩く様子からヒントを得、カメラ付きの携帯電話の開発をメーカーに打診するが、前年に京セラから発売されたテレビ電話付きPHS・VP-210があまり売れなかったことから、多くのメーカーからは消極的な反応が返ってきた。
一方、シャープは携帯電話のメーカーとしては後発であり、カラー画面になってもそれに見合ったコンテンツがないことに目を付け、カメラ機能で独自色を出そうと考えた。そんな中、同社は高尾からカメラ付携帯電話の提案を受け、本モデルの開発に至った。
本モデルはデジタルカメラを参考にデザインされており、画面をファインダーに見立て、端末背面には一つのレンズがあしらわれた。
また、カーブミラーからヒントを得、カメラの横には自分撮り用の凸面鏡が付けられた。

## 販売・反響
本モデルの情報は、2000年9月26日にJ-フォンから発表された。
発売前の時点において、本モデルの先行きについてはJ-フォン社内でも不安視する声が多かったため、カメラのないJ-SH04Bも同時に発売された。
また、交換機の都合でステーションを提供できなかった東北・中国・四国エリア向けには、両機からステーション機能を省いたJ-SH04s・J-SH04Bsが供給された。
同年11月1日に発売された本モデルは、カメラのないJ-SH04Bよりも大きな売り上げを見せた。
その翌年の2001年の夏、J-フォンは写メールというキャンペーンを展開し、人気を確実なものにした。
後の携帯電話の技術に重要な成果をもたらしたとして、2014年に国立科学博物館の未来技術遺産に登録された。
2024年4月13日にNHK「新プロジェクトX」で「弱小タッグが世界を変えた ～カメラ付き携帯 反骨の逆転劇～」の回として、J-SH04の開発が取り上げられた。